# Caulophrynidae
Caulophrynidae (Diepzeehengelvissen) zijn een familie van straalvinnige vissen uit de orde van Vinarmigen (Lophiiformes).

## Geslachten
- Caulophryne Goode & T. H. Bean, 1896
- Robia Pietsch, 1979